# 张如三
张如三（1915年—2003年），原名郭美镒，男，内蒙古萨县（今包头）人，中华人民共和国军事人物，中国人民解放军少将，第五届全国人大代表，第六、七届全国政协委员。